# Episodi di Wild Bill Hickok (prima stagione)
La prima stagione della serie televisiva Wild Bill Hickok (The Adventures of Wild Bill Hickok) è andata in onda negli Stati Uniti dal 15 aprile 1951 all'8 luglio 1951 in syndication.
| nº | Titolo originale                 | Prima TV USA   |
| -- | -------------------------------- | -------------- |
| 1  | Behind Southern Lines            | 15 aprile 1951 |
| 2  | The Rock Springs Rustlers        | 22 aprile 1951 |
| 3  | Lady Mayor                       | 29 aprile 1951 |
| 4  | The Dog Collar Story             | 6 maggio 1951  |
| 5  | The Silver Mine Protection Story | 13 maggio 1951 |
| 6  | Indian Bureau Story              | 20 maggio 1951 |
| 7  | Indian Pony Express              | 27 maggio 1951 |
| 8  | The Tax Collecting Story         | 3 giugno 1951  |
| 9  | The Widow Muldane                | 10 giugno 1951 |
| 10 | Ghost Town Story                 | 17 giugno 1951 |
| 11 | Yellow Haired Kid                | 28 giugno 1951 |
| 12 | Johnny Deuce                     | 1º luglio 1951 |
| 13 | Homer Atchison                   | 8 luglio 1951  |

## Behind Southern Lines
- Diretto da:
- Scritto da:

### Trama
- Interpreti: Guy Madison (U.S. Marshal James Butler 'Wild Bill Hickok), Andy Devine (vice Marshal Jingles P. Jones), Rand Brooks (capitano Loomis), Murray Alper (esercitoSergeant), Milburn Stone, Jonathan Hale (General), Robert Shayne, Lee Phelps, William Ruhl, Duke York, Orley Lindgren, Bill Meade, Bill McKenzie, Parke MacGregor

## The Rock Springs Rustlers
- Diretto da:
- Scritto da:

### Trama
- Interpreti: Guy Madison (U.S. Marshal James Butler Wild Bill Hickok), Andy Devine (vice Marshal Jingles), Robin Winans (Bobby Waltham), Sharyn Payne (Barbara), M'liss McClure (Alice Cameron), James Craven (Dave McCanles), Lane Bradford (Bob McCanles), Zon Murray (scagnozzo Joe Adams), Victor Adamson (cittadino), Carol Henry (scagnozzo), Frank Jaquet (dottor), Ray Jones (cittadino), 'Snub' Pollard (Gives Jingles his Gun), Boyd Stockman (scagnozzo)

## Lady Mayor
- Diretto da:
- Scritto da:

### Trama
- Interpreti: Guy Madison (U.S. Marshal Wild Bill Hickok), Andy Devine (vice Marshal Jingles), Frances Morris (Mayor Curtis), Dick Curtis (sceriffo Graham), Fred Libby (Sam), Isa Ashdown (Susie Curtis), David Sharpe (Wagon Guard), Tom Steele (scagnozzo Carl), Johnny Carpenter (scagnozzo Dave), Ray Jones (vice), George Sowards (cocchiere)

## The Dog Collar Story
- Diretto da:
- Scritto da:

### Trama
- Interpreti: Guy Madison (U.S. Marshal James Butler 'Wild Bill Hickok), Andy Devine (vice Marshal Jingles P. Jones), Gregg Barton (sceriffo), William Fawcett (Hawkins), Byron Foulger (Binkleman), Lois Hall (Louise), Tommy Ivo (Jim), Marshall Reed (Targ)

## The Silver Mine Protection Story
- Diretto da:
- Scritto da:

### Trama
- Interpreti: Guy Madison (U.S. Marshal James Butler 'Wild Bill Hickok), Andy Devine (vice Marshal Jingles P. Jones), Orley Lindgren, William Meader, Lee Phelps, Robert Shayne, Milburn Stone, Duke York

## Indian Bureau Story
- Diretto da:
- Scritto da:

### Trama
- Interpreti: Guy Madison (Wild Bill Hickok), Andy Devine (Jingles), Raymond Hatton (Seth Rossen), Monte Blue (Thunderbird), Steve Pendleton (Matthews), Fred Graham (Replaced by Hill (credit only)), Terry Frost (Fake Indian), Jack Reynolds (Fake Indian Joe), Neyle Morrow (Taloga), Riley Hill (Fake Indian Al)

## Indian Pony Express
- Diretto da:
- Scritto da:

### Trama
- Interpreti: Guy Madison (U.S. Marshal James Butler 'Wild Bill Hickok), Andy Devine (vice Marshal Jingles P. Jones), David Sharpe (Lenny), Wendy Waldron (Jeannie Gorman), Rory Mallinson (Owens), Tom Steele (Falk), Francis Ford (vecchio Zeke), Dick Rich (Dillon), Ferris Taylor (Dave Gorman), Anthony Sydes (Ned Gorman), Rodd Redwing (Red Horse), Tito Renaldo (Little Deer), Robert 'Buzz' Henry (Steve), Roy Bucko (cittadino)

## The Tax Collecting Story
- Diretto da:
- Scritto da:

### Trama
- Interpreti: Guy Madison (U.S. Marshal James Butler 'Wild Bill Hickok), Andy Devine (vice Marshal Jingles P. Jones), Holly Bane (Gus), Marjorie Bennett (Widow), Ray Bennett (sceriffo), Billy Bletcher (cameriere), Sam Flint (giudice), Joseph J. Greene (rancher), James Guilfoyle (vecchio Rancher), Gordon Jones (Curly Wolf)

## The Widow Muldane
- Diretto da:
- Scritto da:

### Trama
- Interpreti: Guy Madison (U.S. Marshal James Butler 'Wild Bill Hickok), Andy Devine (vice Marshal Jingles P. Jones), Helen Van Tuyl (Widow Muldane), Edward Clark (Clem - Stableman), Charles Collins (dottor), Kenne Duncan (Frank - Foreman), Gil Frye (uomo with Burro), Ray Jones (scagnozzo), Christine Larsen (Jenny), Louis Lettieri (Butch), Ralph Sanford (Harvey Stokes - Blacksmith)

## Ghost Town Story
- Diretto da:
- Scritto da:

### Trama
- Interpreti: Guy Madison (U.S. Marshal Wild Bill Hickok), Andy Devine (vice Marshal Jingles), Russell Simpson (Sam), John Doucette (Stopes), Bart Davidson (Express Co. Manager)

## Yellow Haired Kid
- Diretto da:
- Scritto da:

### Trama
- Interpreti: Guy Madison (U.S. Marshal James Butler 'Wild Bill Hickok), Andy Devine (vice Marshal Jingles P. Jones), David Bruce (Charles), Johnny Carpenter (guardia), Wade Crosby (Lard), Tom Hubbard (Collins), Marcia Mae Jones (Amy), William Phipps (Yellow Haired Kid), Alice Ralph (cittadina)

## Johnny Deuce
- Diretto da:
- Scritto da:

### Trama
- Interpreti: Guy Madison (U.S. Marshal James Butler 'Wild Bill Hickok), Andy Devine (vice Marshal Jingles P. Jones), Alan Hale Jr. (Johnny Deuce), Riley Hill (cowboy), Tommy Ivo (Timmy), Emory Parnell (Mayor), Renie Riano (Bedelia), Tom Tyler (sceriffo)

## Homer Atchison
- Diretto da:
- Scritto da:

### Trama
- Interpreti: Guy Madison (U.S. Marshal Wild Bill Hickok), Andy Devine (vice Marshal Jingles), Tristram Coffin (Mark Foster), Carol Brannon (Josie Karns), Fred Kohler Jr. (sceriffo Karns), George J. Lewis (Black Pablo), John Baer (Homer Atchison aka The Kansas Kid), George Eldredge (secondino Dave), Carol Henry (scagnozzo Sim), Larry Hudson (vice Nevada), Mickey Simpson (cittadino)